# Javier Moracho
Javier Moracho Torrente (ur. 18 sierpnia 1957 w Monzón) – hiszpański lekkoatleta specjalizujący się w krótkich biegach płotkarskich, trzykrotny uczestnik letnich igrzysk olimpijskich (Moskwa 1980, Los Angeles 1984, Seul 1988). Sukcesy odnosił również w skoku w dal.

## Sukcesy sportowe
- ośmiokrotny mistrz Hiszpanii w biegu na 110 metrów przez płotki – 1978, 1980, 1981, 1982, 1983, 1984, 1985, 1987[1]
- ośmiokrotny halowy mistrz Hiszpanii w biegu na 60 metrów przez płotki – 1977, 1979, 1980, 1981, 1984, 1985, 1986, 1987[2]
- halowy mistrz Hiszpanii w skoku w dal – 1979

| Rok  | Miasto       | Zawody                         | Konkurencja       | Wynik         |
| ---- | ------------ | ------------------------------ | ----------------- | ------------- |
| 1975 | Ateny        | Mistrzostwa Europy juniorów    | bieg na 110 m ppł | srebrny medal |
| 1979 | Wiedeń       | Halowe mistrzostwa Europy      | bieg na 60 m ppł  | 6. miejsce    |
| 1979 | Split        | Igrzyska śródziemnomorskie     | bieg na 110 m ppł | brązowy medal |
| 1980 | Sindelfingen | Halowe mistrzostwa Europy      | bieg na 60 m ppł  | brązowy medal |
| 1980 | Moskwa       | Igrzyska olimpijskie           | bieg na 110 m ppł | 7. miejsce    |
| 1981 | Grenoble     | Halowe mistrzostwa Europy      | bieg na 50 m ppł  | srebrny medal |
| 1983 | Casablanca   | Igrzyska śródziemnomorskie     | bieg na 110 m ppł | złoty medal   |
| 1984 | Göteborg     | Halowe mistrzostwa Europy      | bieg na 60 m ppł  | 4. miejsce    |
| 1985 | Paryż        | Światowe igrzyska halowe       | bieg na 60 m ppł  | srebrny medal |
| 1986 | Madryt       | Halowe mistrzostwa Europy      | bieg na 60 m ppł  | złoty medal   |
| 1987 | Indianapolis | Halowe mistrzostwa świata      | bieg na 60 m ppł  | 6. miejsce    |
| 1988 | Budapeszt    | Halowe mistrzostwa Europy      | bieg na 60 m ppł  | 6. miejsce    |
| 1988 | Meksyk       | Mistrzostwa ibero-amerykańskie | bieg na 110 m ppł | brązowy medal |

## Rekordy życiowe
- bieg na 50 metrów przez płotki (hala) – 6,48 – Grenoble 22/02/1981
- bieg na 60 metrów przez płotki (hala) – 7,60 – San Sebastián 12/02/1984
- bieg na 110 metrów przez płotki – 13,42 – Barcelona 16/08/1987